# Męczyn
Męczyn – wieś w Polsce położona w województwie mazowieckim, w powiecie siedleckim, w gminie Mokobody. Ma status sołectwa. Leży nad rzeką Liwiec.
Wierni Kościoła rzymskokatolickiego należą do parafii św. Jadwigi w Mokobodach.
W latach 1975–1998 miejscowość administracyjnie należała do województwa siedleckiego.